# Богомолов, Пётр Фаддеевич
Пётр Фадде́евич Богомо́лов (13 декабря 1877, дер. Слизнево Сычевский уезд Смоленская губерния — 25 июня 1931, Тверь) — городской инженер Твери, инженер-строитель, педагог.

## Биография
- 1897—1900 — учитель Бутевицкого начального училища Новоторжского уезда;
- 1903 — окончил Московский учительский институт;
- 1903—1907 — преподаватель:
  - Тверского городского 3-классного училища,
  - женского коммерческого училища и
  - реального казенного училища.
- 1910 — окончил Московское инженерное училище;
- 1911 — инженер городской управы;
- 1912—1917 — городской инженер, заведующий техническим отделом там же;
- 1918—1931 — городской инженер
- октябрь 1930 — заведующий техническим подотделом городского отдела коммунального хозяйства;
- 1920—1924 — преподаватель Практического института сельского хозяйства и лесоводства.
- 1926—1929 — участник всесоюзных водопроводных и санитарно-технических съездов,
- 1926—1927 — член Тверского губернского комитета Ассоциации по изучению естественных и производительных сил губернии при губплане;

Скончался в Твери; был похоронен на Волынском кладбище (могила не сохранилась).
Зятем П.Ф.Богомолова был Цуккерман Владимир Александрович, в будущем главный архитектор города Калинина.

## Достижения
Пётр Фаддеевич Богомолов — автор проектов:
- 1913 год — зданий Романовского городского начального училища (совм. с Н. Н. Покровским; ныне — детская музыкальная школа, ул. Салтыкова-Щедрина, д.27) и
- 1913 год — часовни во имя Иоанна Кронштадтского (проспект Чайковского).

Под его руководством были спроектированы и построены:
- 1931 — Тверецкий мост,
- Заволжская и городская бани,
- жилые здания,
- проведена реконструкция:
  - водоснабжения,
  - канализации,
  - трамвая.

## Общественная деятельность
Пётр Фаддеевич — автор ряда статей в журнале «Тверской край».